# Bogdan Kawałko
Bogdan Jan Kawałko (ur. 10 kwietnia 1954 w Modryńcu) – polski urzędnik państwowy i samorządowy, nauczyciel akademicki, w latach 1990–1997 wicewojewoda zamojski, były prorektor Wyższej Szkoły Zarządzania i Administracji w Zamościu.

## Życiorys
Absolwent Liceum Ekonomicznego w Nałęczowie i Akademii Rolniczej w Lublinie (specjalność przetwórstwo rolno-spożywcze). Jego praca magisterska w 1978 otrzymała nagrodę ministra. Autor i współautor prac naukowych i analiz, w tym publikacji Pogranicze polsko-ukraińskie – środowisko, społeczeństwo, gospodarka.
Pracował od 1978 do 1997 w Urzędzie Wojewódzkim w Zamościu: początkowo w komisji planowania (od 1986 jako przewodniczący), potem jako dyrektor wydziału polityki regionalnej. Od sierpnia 1990 do końca 1997 sprawował urząd wicewojewody zamojskiego (jako najdłużej zasiadający na tym stanowisku). Następnie został prodziekanem Wyższej Szkoły Zarządzania i Administracji w Zamościu, odmawiając propozycji przyjęcia departamentu w MSWiA. Objął funkcję szefa Centrum Badawczo-Szkoleniowego przy WSZiA, a w 2003 został jego prorektorem ds. rozwoju. Od 2008 sprawuje funkcję dyrektora Departamentu Strategii i Rozwoju w Lubelskim Urzędzie Marszałkowskim. W 2009 miał kandydować z listy Platformy Obywatelskiej do Europarlamentu, jednak zrezygnował wskutek ujawnienia, że w styczniu 2009 spowodował wypadek drogowy pod wpływem alkoholu.

## Działalność w organizacjach
Działał także w organizacjach naukowych i gospodarczych. Przez 6 lat przewodniczył Polsko-Ukraińskiej Radzie Koordynacyjnej do Spraw Współpracy Transgranicznej, należał do analogicznej komisji międzyrządowej ds. handlu i współpracy. Od 1996 był przewodniczącym Radzie Gospodarki Wodnej Dorzecza Środkowej Wisły. Zasiadał także w: Społecznej Radzie Polityki Regionalnej przy Radzie Ministrów, Radzie Leśnictwa przy Ministrze Ochrony Środowiska, Radzie Euregionu Bug. Był doradcą ministra rolnictwa,  ekspertem pełnomocnika rządu ds. reformy administracji i ekspertem ds. polityki regionalnej przy ministrze finansów. Od 2003 należy do zespołu ds. Polityki Regionalnej i Przestrzennej w Komitecie Przestrzennego Zagospod. Kraju PAN. Współzałożyciel Rady Fundacji Szpitala im. Jana Pawła II (w 1990, od 2000 przewodniczący), prezes zarządu Rady FSNT NOT (od 1995).

## Odznaczenia
Odznaczony Odznaką honorową „Zasłużony dla Kultury Polskiej” (2005) oraz Srebrny (2002) (2012) Złotym (2012) Krzyżem Zasługi. Jest malarzem amatorem.